# Fußball-Weltmeisterschaft der Frauen 2019/Gruppe D
| Pl. | Land        | Sp. | S | U | N | Tore    | Diff. | Punkte |
| --- | ----------- | --- | - | - | - | ------- | ----- | ------ |
| 1.  | England     | 3   | 3 | 0 | 0 | 005:100 | +4    | 09     |
| 2.  | Japan       | 3   | 1 | 1 | 1 | 002:300 | −1    | 04     |
| 3.  | Argentinien | 3   | 0 | 2 | 1 | 003:400 | −1    | 02     |
| 4.  | Schottland  | 3   | 0 | 1 | 2 | 005:700 | −2    | 01     |

Gruppe D der Fußball-Weltmeisterschaft der Frauen 2019:

## England – Schottland 2:1 (2:0)
| England                                       | England | Schottland | Schottland | Aufstellung                          |
| --------------------------------------------- | --- | --- | ---------- | ------------------------------------ |
| England                                       | \| 1. Spieltag \| \| 9. Juni 2019 um 18:00 Uhr in Nizza \| \| Zuschauer: 13.188 \| \| Schiedsrichterin: Jana Adámková ( Tschechien) \| \| Spielbericht \|                                                                                         | \| 1. Spieltag \| \| 9. Juni 2019 um 18:00 Uhr in Nizza \| \| Zuschauer: 13.188 \| \| Schiedsrichterin: Jana Adámková ( Tschechien) \| \| Spielbericht \| | Schottland | Aufstellung England gegen Schottland |
| England                                       | Karen Bardsley – Lucy Bronze, Steph Houghton , Millie Bright (55. Abbie McManus), Alex Greenwood – Keira Walsh, Fran Kirby (82. Georgia Stanway), Jill Scott – Nikita Parris, Ellen White, Beth Mead (71. Karen Carney) Cheftrainer: Phil Neville | Lee Alexander – Nicola Docherty (55. Kirsty Smith), Jennifer Beattie, Rachel Corsie , Sophie Howard (75. Chloe Arthur) – Claire Emslie, Caroline Weir, Kim Little, Christie Murray (87. Lizzie Arnot), Lisa Evans – Erin Cuthbert Cheftrainerin: Shelley Kerr | Schottland | Aufstellung England gegen Schottland |
| England                                       | 1:0 Parris (14., Handelfmeter) 2:0 White (40.) | 2:1 Emslie (79.) | Schottland | Aufstellung England gegen Schottland |
| England                                       | Beattie (43.), Docherty (47.) | | Schottland | Aufstellung England gegen Schottland |
| England                                       | Spieler des Spiels: Nikita Parris (England) | | Schottland | Aufstellung England gegen Schottland |
| 1. Spieltag                                   | | |            |                                      |
| 9. Juni 2019 um 18:00 Uhr in Nizza            | | |            |                                      |
| Zuschauer: 13.188                             | | |            |                                      |
| Schiedsrichterin: Jana Adámková ( Tschechien) | | |            |                                      |
| Spielbericht                                  | | |            |                                      |

## Argentinien – Japan 0:0
| Argentinien                                        | Argentinien | Japan | Japan | Aufstellung                         |
| -------------------------------------------------- | --- | --- | ----- | ----------------------------------- |
| Argentinien                                        | \| 1. Spieltag \| \| 10. Juni 2019 um 18:00 Uhr in Paris \| \| Zuschauer: 25.055 \| \| Schiedsrichterin: Stéphanie Frappart ( Frankreich) \| \| Spielbericht \| | \| 1. Spieltag \| \| 10. Juni 2019 um 18:00 Uhr in Paris \| \| Zuschauer: 25.055 \| \| Schiedsrichterin: Stéphanie Frappart ( Frankreich) \| \| Spielbericht \|                                                                                          | Japan | Aufstellung Argentinien gegen Japan |
| Argentinien                                        | Vanina Correa – Virginia Gómez, Agustina Barroso, Aldana Cometti, Eliana Stábile – Estefanía Banini , Ruth Bravo (64. Vanesa Santana), Flavia Benítez (79. Mariela Coronel), Miriam Mayorga, Florencia Bonsegundo (77. Mariana Larroquette) – Sole Jaimes Cheftrainer: José Carlos Borrello | Ayaka Yamashita – Aya Sameshima, Moeka Minami, Saki Kumagai , Risa Shimizu – Yui Hasegawa, Narumi Miura, Hina Sugita, Emi Nakajima (74. Jun Endō) – Kumi Yokoyama (57. Mana Iwabuchi), Yuika Sugasawa (90. Saori Takarada) Cheftrainerin: Asako Takakura | Japan | Aufstellung Argentinien gegen Japan |
| Argentinien                                        | Shimizu (38.), Sugita (45.+1'), Iwabuchi (85.) | | Japan | Aufstellung Argentinien gegen Japan |
| Argentinien                                        | Spieler des Spiels: Estefania Banini (Argentinien) | | Japan | Aufstellung Argentinien gegen Japan |
| 1. Spieltag                                        | | |       |                                     |
| 10. Juni 2019 um 18:00 Uhr in Paris                | | |       |                                     |
| Zuschauer: 25.055                                  | | |       |                                     |
| Schiedsrichterin: Stéphanie Frappart ( Frankreich) | | |       |                                     |
| Spielbericht                                       | | |       |                                     |

## Japan – Schottland 2:1 (2:0)
| Japan                                              | Japan | Schottland | Schottland | Aufstellung                        |
| -------------------------------------------------- | --- | --- | ---------- | ---------------------------------- |
| Japan                                              | \| 2. Spieltag \| \| 14. Juni 2019 um 15:00 Uhr in Rennes \| \| Zuschauer: 13.201 \| \| Schiedsrichterin: Lidya Tafesse Abebe ( Äthiopien) \| \| Spielbericht \|                                                                      | \| 2. Spieltag \| \| 14. Juni 2019 um 15:00 Uhr in Rennes \| \| Zuschauer: 13.201 \| \| Schiedsrichterin: Lidya Tafesse Abebe ( Äthiopien) \| \| Spielbericht \|                                                                                     | Schottland | Aufstellung Japan gegen Schottland |
| Japan                                              | Ayaka Yamashita – Risa Shimizu, Saki Kumagai , Nana Ichise, Aya Sameshima – Emi Nakajima, Narumi Miura, Hina Sugita, Jun Endō (66. Rikako Kobayashi) – Yuika Sugasawa, Mana Iwabuchi (81. Yui Hasegawa) Cheftrainerin: Asako Takakura | Lee Alexander – Hayley Lauder, Jennifer Beattie, Rachel Corsie , Kirsty Smith – Lizzie Arnot (60. Claire Emslie), Caroline Weir, Kim Little, Lisa Evans (85. Fiona Brown) – Jane Ross (76. Lana Clelland), Erin Cuthbert Cheftrainerin: Shelley Kerr | Schottland | Aufstellung Japan gegen Schottland |
| Japan                                              | 1:0 Iwabuchi (23.) 2:0 Sugasawa (37., Foulelfmeter) | 2:1 Clelland (88.) | Schottland | Aufstellung Japan gegen Schottland |
| Japan                                              | Sameshima (19.) | Corsie (36.) | Schottland | Aufstellung Japan gegen Schottland |
| Japan                                              | 100. Länderspiel von Hayley Lauder | | Schottland | Aufstellung Japan gegen Schottland |
| Japan                                              | Spieler des Spiels: Mana Iwabuchi (Japan) | | Schottland | Aufstellung Japan gegen Schottland |
| 2. Spieltag                                        | | |            |                                    |
| 14. Juni 2019 um 15:00 Uhr in Rennes               | | |            |                                    |
| Zuschauer: 13.201                                  | | |            |                                    |
| Schiedsrichterin: Lidya Tafesse Abebe ( Äthiopien) | | |            |                                    |
| Spielbericht                                       | | |            |                                    |

## England – Argentinien 1:0 (0:0)
| England                                            | England | Argentinien | Argentinien | Aufstellung                           |
| -------------------------------------------------- | --- | --- | ----------- | ------------------------------------- |
| England                                            | \| 2. Spieltag \| \| 14. Juni 2019 um 21:00 Uhr in Le Havre \| \| Zuschauer: 20.294 \| \| Schiedsrichterin: Qin Liang ( Volksrepublik China) \| \| Spielbericht \|                                                                             | \| 2. Spieltag \| \| 14. Juni 2019 um 21:00 Uhr in Le Havre \| \| Zuschauer: 20.294 \| \| Schiedsrichterin: Qin Liang ( Volksrepublik China) \| \| Spielbericht \| | Argentinien | Aufstellung England gegen Argentinien |
| England                                            | Carly Telford – Lucy Bronze, Steph Houghton , Abbie McManus, Alex Greenwood – Beth Mead (81. Georgia Stanway), Jade Moore, Jill Scott – Fran Kirby (89. Karen Carney), Jodie Taylor, Nikita Parris (87. Rachel Daly) Cheftrainer: Phil Neville | Vanina Correa – Eliana Stábile, Aldana Cometti, Agustina Barroso, Adriana Sachs – Florencia Bonsegundo, Flavia Benítez (77. Vanesa Santana), Miriam Mayorga, Ruth Bravo, Estefanía Banini (68. Mariana Larroquette) – Sole Jaimes (90. Yael Oviedo) Cheftrainer: José Carlos Borrello | Argentinien | Aufstellung England gegen Argentinien |
| England                                            | 1:0 Taylor (62.) | | Argentinien | Aufstellung England gegen Argentinien |
| England                                            | Moore (45.+2') | Cometti (39.), Barroso (69.) | Argentinien | Aufstellung England gegen Argentinien |
| England                                            | Correa hält Foulelfmeter von Parris (28.) | | Argentinien | Aufstellung England gegen Argentinien |
| England                                            | Spieler des Spiels: Vanina Correa (Argentinien) | | Argentinien | Aufstellung England gegen Argentinien |
| 2. Spieltag                                        | | |             |                                       |
| 14. Juni 2019 um 21:00 Uhr in Le Havre             | | |             |                                       |
| Zuschauer: 20.294                                  | | |             |                                       |
| Schiedsrichterin: Qin Liang ( Volksrepublik China) | | |             |                                       |
| Spielbericht                                       | | |             |                                       |

## Japan – England 0:2 (0:1)
| Japan                                          | Japan | England | England | Aufstellung                     |
| ---------------------------------------------- | --- | --- | ------- | ------------------------------- |
| Japan                                          | \| 3. Spieltag \| \| 19. Juni 2019 um 21:00 Uhr in Nizza \| \| Zuschauer: 14.319 \| \| Schiedsrichterin: Claudia Umpiérrez ( Uruguay) \| \| Spielbericht \|                                                                                                 | \| 3. Spieltag \| \| 19. Juni 2019 um 21:00 Uhr in Nizza \| \| Zuschauer: 14.319 \| \| Schiedsrichterin: Claudia Umpiérrez ( Uruguay) \| \| Spielbericht \|                                                                                    | England | Aufstellung Japan gegen England |
| Japan                                          | Ayaka Yamashita – Risa Shimizu, Saki Kumagai , Nana Ichise, Aya Sameshima – Rikako Kobayashi (62. Narumi Miura), Emi Nakajima, Hina Sugita, Jun Endō (85. Saori Takarada) – Kumi Yokoyama (61. Yuika Sugasawa), Mana Iwabuchi Cheftrainerin: Asako Takakura | Karen Bardsley – Demi Stokes, Millie Bright, Steph Houghton , Lucy Bronze – Georgia Stanway (74. Karen Carney), Keira Walsh (72. Jade Moore), Jill Scott – Toni Duggan (83. Nikita Parris), Ellen White, Rachel Daly Cheftrainer: Phil Neville | England | Aufstellung Japan gegen England |
| Japan                                          | 0:1 White (14.) 0:2 White (84.) | | England | Aufstellung Japan gegen England |
| Japan                                          | Spieler des Spiels: Ellen White (England) | | England | Aufstellung Japan gegen England |
| 3. Spieltag                                    | | |         |                                 |
| 19. Juni 2019 um 21:00 Uhr in Nizza            | | |         |                                 |
| Zuschauer: 14.319                              | | |         |                                 |
| Schiedsrichterin: Claudia Umpiérrez ( Uruguay) | | |         |                                 |
| Spielbericht                                   | | |         |                                 |

## Schottland – Argentinien 3:3 (1:0)
| Schottland                                 | Schottland | Argentinien | Argentinien | Aufstellung                              |
| ------------------------------------------ | --- | --- | ----------- | ---------------------------------------- |
| Schottland                                 | \| 3. Spieltag \| \| 19. Juni 2019 um 21:00 Uhr in Paris \| \| Zuschauer: 28.205 \| \| Schiedsrichterin: Ri Hyang-ok ( Nordkorea) \| \| Spielbericht \|                                                                                   | \| 3. Spieltag \| \| 19. Juni 2019 um 21:00 Uhr in Paris \| \| Zuschauer: 28.205 \| \| Schiedsrichterin: Ri Hyang-ok ( Nordkorea) \| \| Spielbericht \| | Argentinien | Aufstellung Schottland gegen Argentinien |
| Schottland                                 | Lee Alexander – Kirsty Smith (86. Sophie Howard), Rachel Corsie , Jennifer Beattie, Nicola Docherty – Kim Little, Leanne Crichton, Caroline Weir – Lisa Evans (86. Fiona Brown), Erin Cuthbert, Claire Emslie Cheftrainerin: Shelley Kerr | Vanina Correa – Eliana Stábile, Aldana Cometti, Agustina Barroso, Ruth Bravo – Florencia Bonsegundo, Flavia Benítez, Vanesa Santana (82. Miriam Mayorga), Mariana Larroquette – Sole Jaimes (70. Dalila Ippólito), Estefanía Banini (60. Milagros Menéndez) Cheftrainer: José Carlos Borrello | Argentinien | Aufstellung Schottland gegen Argentinien |
| Schottland                                 | 1:0 Little (19.) 2:0 Beattie (49.) 3:0 Cuthbert (69.) | 3:1 Menéndez (74.) 3:2 Alexander (79., Eigentor) 3:3 Bonsegundo (90.+4', Foulelfmeter) | Argentinien | Aufstellung Schottland gegen Argentinien |
| Schottland                                 | Cuthbert (85.), Weir (86.), Alexander (90.+3') | Larroquette (75.) | Argentinien | Aufstellung Schottland gegen Argentinien |
| Schottland                                 | Spieler des Spiels: Erin Cuthbert (Schottland) | | Argentinien | Aufstellung Schottland gegen Argentinien |
| 3. Spieltag                                | | |             |                                          |
| 19. Juni 2019 um 21:00 Uhr in Paris        | | |             |                                          |
| Zuschauer: 28.205                          | | |             |                                          |
| Schiedsrichterin: Ri Hyang-ok ( Nordkorea) | | |             |                                          |
| Spielbericht                               | | |             |                                          |